# Dumbrava Roșie (gmina)
Dumbrava Roșie – gmina w Rumunii, w okręgu Neamț. Obejmuje miejscowości Brășăuți, Cut, Dumbrava Roșie i Izvoare. W 2011 roku liczyła 6759 mieszkańców.